# Тархан, Нихан
Ниха́н Тарха́н (тур. Nihan Tarhan; род. 25 сентября 1986, Бурса) — турецкая актриса

 театра, кино и телевидения.

## Биография и карьера
Нихан Тархан родилась 25 июля 1986 года в Бурсе (Турция). Она окончила литературный факультет Стамбульского университета. Изучала дикцию и актёрское мастерство в Башкентской академии коммуникационных наук.
Тархан дебютировала на телевидении в 2013 году, сыграв роль Асие в телесериале «Мой папа остался в классе». В 2020 году она сыграла роль Сузи в телесериале «Постучись в мою дверь». Играет в театре.
В сентябре 2018 года Тархан вышла замуж за музыканта Али Рызу Шахенка после двух лет отношений.

## Фильмография
| Год  |    | Русское название          | Оригинальное название | Роль         |
| ---- | -- | ------------------------- | --------------------- | ------------ |
| 2013 | с  | Мой папа остался в классе | Babam Sınıfta Kaldı   | Асие         |
| 2014 | с  | Изгибы шеи                | Boynu Bükükler        | Ниль         |
| 2014 | с  | Домашний офис             | Hom Ofis              |              |
| 2014 | с  | Месть змей                | Yılanların Öcü        | Сырма        |
| 2015 | с  | Ничего подобного          | Ne Münasebet          |              |
| 2016 | ф  | События События           | Olaylar Olaylar       | Пелин        |
| 2017 | ф  | Жить прекрасно            | Yaşamak Güzel Şey     | Джерен       |
| 2017 | ф  | Инкубация                 | Kuluçka               | Пынар        |
| 2018 | тф | Искусство найти мужа      | Koca Bulma Sanatı     |              |
| 2020 | с  | Постучись в мою дверь     | Sen Çal Kapımı        | Сузи         |
| 2021 | ф  | Вау, папа, вау!           | Vay Babam Vay!        |              |
| 2022 | с  | Мечты и жизни             | Hayaller ve Hayatlar  | Ипек         |
| 2022 | с  | Кладбище                  | Mezarlık              | Севда Гюрели |